# 便の色・尿の色
便の色・尿の色（べんのいろ・にょうのいろ）では人の便（大便）と尿の色について記述する。健康な人の便・尿は一部の例外を除いて、食物・飲み物の色に関わらず便は黄土色、尿は淡黄色〜黄色の特徴的な色を示す。
健康人の便・尿を特徴的な色に染めている色素は主に古い赤血球が壊されヘモグロビンが代謝されて作られるビリルビンが細菌などの作用によってさらに変化して作られるステルコビリンやウロビリン（ウロクローム）によるものである。また、薬剤や疾患などによって便・尿の色が左右される事もある。

## 健康な人の便・尿の色

### 胆汁色素生成でのマクロファージの役割
標準的な体格（例として体重60kgの男性）の人では体内におよそ4.8リットルの血液があり、赤血球容積率(ヘマトクリット値)はおよそ45%なので、およそ2.16L、2.2kgの赤血球が存在する。赤血球の寿命は120日であるので毎日18gの赤血球が古くなり破壊されている。古くなった赤血球は肝臓・脾臓のマクロファージが分解する。
赤血球の主要成分であるヘモグロビンの材料の一つヘムはマクロファージによって鉄原子と一酸化炭素とビリベルジンに分解され、ビリベルジンはただちに酵素で還元されビリルビンになる。このマクロファージが生成した時点でのビリルビンは水に融解しない遊離あるいは非抱合型ビリルビンであるが、これは血漿アルブミンと結合して血漿中に入り肝臓に達する。この段階でのアルブミンと結合した非抱合型ビリルビンを間接ビリルビンという。
健康人の正常な状態では1日に250-300mgのビリルビンが作られるが、その70%は古くなった赤血球、10-20%は無効造血（生産に失敗した赤血球）、10%は肝において作られる。

### 肝臓
マクロファージが古くなった赤血球を分解して作った間接ビリルビンは肝細胞に入る。また、マクロファージによるものではなく赤血球が循環中に壊されて血液中に放出されたヘモグロビンは血漿中のハプトグロビンと結合し、肝細胞に取り込まれる。また、血漿中に放出されたヘモグロビンの一部は酸化されメトヘモグロビンとなり、ヘムが遊離し、このヘムはヘモペキシンと結合し肝細胞に取り込まれる。肝細胞に取り込まれたヘムは分解されビリルビンとなる。
結局のところ、いくつかの過程はあるが、赤血球外に放出されたヘモグロビンのヘムは非抱合型ビリルビンなり、最終的には肝臓において非抱合型ビリルビンはグルクロニルトランスフェラーゼ酵素によってグルクロン酸抱合（グルコルニド抱合）され、これは水溶性の緑色を帯びた黄色い色素である抱合型ビリルビン（直接ビリルビン）であり、抱合型ビリルビンは一部は血液中に入るが大部分は胆汁中に排出される。

### 腸
ビリルビンを含む胆汁は十二指腸に放出され、ビリルビンは結腸の細菌によって加水分解され無色のウロビリノーゲンになる。消化管中のウロビリノーゲンは一部は再吸収され血液中に入るが、大部分は代謝され色素ステルコビリンになる。健康な人の便の特徴的な色はステルコビリンによるものである。

### 尿の色

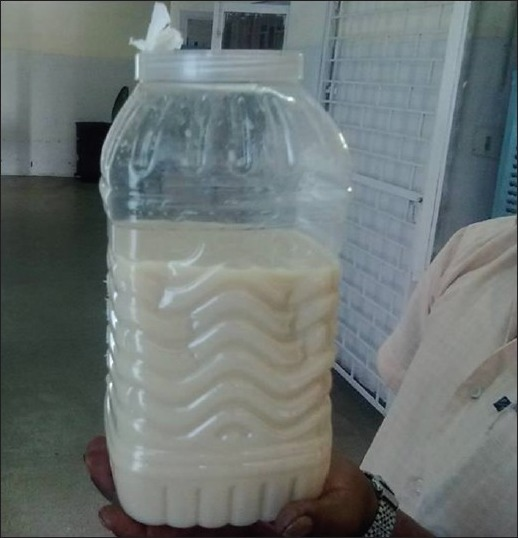
乳麋尿症(乳び尿症)の尿。

腸で生成されたウロビリノーゲンの一部は再吸収され血液中に入る。このウロビリノーゲンは門脈循環で再度胆汁に排出されるものもあるが、一部は尿として排出される。尿に排出されたウロビリノーゲンは酸化されウロビリン（ウロクローム）になり、ウロビリンは尿を特徴的な黄色にする。
脱水尿色チャートを使うと、尿の色によって簡易的に脱水状態を知ることができる。
| 状態     | 水分摂取の行動                                                                                      |
| -------- | --------------------------------------------------------------------------------------------------- |
| 問題無し | 普段通りに水分摂取                                                                                  |
| 問題無し | コップ1杯の水分を摂取                                                                               |
| 脱水     | 1時間以内に 250ml の水分を摂取 屋外あるいは発汗していれば 500ml の水分を摂取                        |
| 脱水     | 今すぐ 250ml の水分を摂取 屋外あるいは発汗していれば 500ml の水分を摂取                             |
| 脱水     | 今すぐ 1000ml の水分を摂取 この色より濃い、あるいは「赤色」「茶色」が混ざっていたら直ちに医療機関へ |

※厚生労働省 職場の安全サイト「尿の色で脱水症状チェック」の記載を参考。（表示環境によって色調が異なります）

## 見られることの多い便・尿の色の異常

### 黒色便
異常な色の便で比較的見られることが多い便に黒色便がある。
黒色便が出る原因としては
- 上部消化管出血
- 鉄剤やビスマス製剤などの影響
- イカ墨を含む食品の喫食、ほうれん草などの大量摂取の場合が多く[11]、薬剤や食品によらない黒色のタール様便は上部消化管出血によるもので、出血した血液に含まれるヘモグロビンが胃液など消化液や細菌によって変化したものである[12]。

便が長期間空気に晒されるとウロビリノーゲンからウロビリンへの変化が進み色が黒っぽくなる。

### 赤色便
赤い便も見られることが多く、主に消化管・肛門からの出血が原因である。上部消化管からの出血ではヘモグロビンが変色するのに十分な時間があるので黒色便になるが、下部消化管・肛門からの出血ではヘモグロビンが変色するのに十分な時間がないので赤いまま出てくる。出血箇所が回腸-結腸だと暗赤色、直腸-肛門だと鮮血便になる。

### 灰色便
閉塞性黄疸では肝臓から腸に排出される胆汁の流れが閉ざされる。その原因は胆石や胆管の閉塞、胆管や膵臓の腫瘍などである。したがって腸内にビリルビンが排出されないのでウロビリノーゲン-ステルコビリンが生成されず特徴的な色素がないために大便は灰色となる。しかし、血中の抱合型ビリルビン（直接ビリルビン）は排出されないため血中濃度が高くなり尿中に排出される。そのため閉塞性黄疸では大便は灰色になる代わりに尿は暗黄色になる。
抗生剤の服用によって腸内の嫌気性細菌が減少するとビリルビンを還元してウロビリノーゲンを作る量が減るので便の色も薄くなる。また、脂肪便でも灰白色便になる事もある。脂肪便については次の黄色・クリーム色便を参照のこと。
コレラなどでは激しい下痢で薄い乳白色になり、米のとぎ汁の様な水様の便が10L以上も出る。

### 黄色・クリーム色便
食物中の脂肪は膵リパーゼ(酵素)によって分解され小腸から吸収されるが、膵外分泌機能障害によって膵リパーゼが不足すると中性脂肪が消化されず便中の脂肪が増加する。
正常な便では便の乾燥重量の10-25%（100gの便中で5g以下）が脂肪であるが、100gの便中で脂肪が10g以上になると脂肪便とされ、脂肪便は光沢があり、脂肪便は黄色からクリーム色(乳白色)、または灰白色になる。
欧米では慢性膵炎患者の50%以上が脂肪便になるが、日本では体質の違いと食習慣の違いなどで慢性膵炎患者のなかで脂肪便になるのは3-5%に過ぎない。
膵臓以外では閉塞性黄疸でも胆汁が排出されず脂肪の消化が妨げられ便の脂肪分が増加することがあるほか、種々の腸疾患で腸の脂肪吸収能力が低下して脂肪便になることもある。脂肪便を引き起こす腸疾患も欧米では多いが、比べると日本では少ない。

### 赤色尿
いわゆる血尿とヘモグロビン尿・ミオグロビン尿がある。これらは似ているようで違う物であり鑑別の必要がある。

#### 血尿
腎臓や尿路の異常によって尿に血液が混ざる。膀胱・尿管・腎臓からの出血の場合は排尿の最初から最後まで赤い尿が出る。ただし、血尿が排尿初期だけで、排尿終わりごろには正常な色になる場合には尿道口に近い部分での出血が考えられる。血尿では血液が混ざるため、尿は混濁し顕微鏡観察では赤血球が見られる。

#### ヘモグロビン尿
血管内で溶血（赤血球が壊される）し、遊離したヘモグロビンは少量ならば腎・肝で回収されるが、大量だと回収が間に合わず尿に排出される。ヘモグロビン尿では赤血球は混じらないため、混濁はせず清澄で、顕微鏡観察でも赤血球は見つからない。溶血にいたる原因はさまざまであるが、輸血の副作用や自己免疫性溶血、重症の感染症、セフェム系抗生物質の副作用、極度に強い運動（行軍ヘモグロビン尿症）などがあげられる。

#### ミオグロビン尿
ミオグロビンは筋肉に含まれる色素。横紋筋融解症による急性腎不全、筋肉疾患、外傷によってミオグロビンが筋肉細胞から離れ血中に入り腎臓で尿に濾される。心筋梗塞などでも見られるが、心筋梗塞でははっきり尿が赤く見えるほど着色することはまれである。前述のヘモグロビン尿の場合、血漿にもヘモグロビンが混ざる為に尿と血漿の両方が赤くなるが、ミオグロビン尿の場合、血漿中のミオグロビンは速やかに尿に排出されるため、尿は赤くとも血漿の色は正常である。

### 白濁尿
乳び尿とも呼ばれる。尿が白濁、乳白色になる原因には寄生虫病、膿尿、乳び尿（脂肪球）がある。尿が白濁していた場合、まずは膀胱炎や尿路細菌感染を疑う。尿を遠心分離器にかけ（尿沈査）顕微鏡観察で白血球を多く観察すると膿尿と診断される。白濁尿を加熱して混濁が消える場合には尿酸塩の沈殿の可能性が高い。アルカリ性の尿の場合にリン酸マグネシウムアンモニウム（ストルバイト）が結晶化して尿が白濁することがある。リン酸マグネシウムアンモニウムは酸性や中性の場合には析出しない。アルカリ尿となる原因の一つにウレアーゼ産生菌によるアンモニアの生成がある。

## 便・尿の色の異常一覧
| 異常な大便の色と原因 | 異常な大便の色と原因                       |
| 便の色               | 原因                                       |
| -------------------- | ------------------------------------------ |
| 黄色                 | 下痢、脂肪便、薬剤                         |
| 緑色                 | 下痢、葉緑素含有食品の大量摂取             |
| 黒色                 | 上部消化管出血、鉄剤使用、蒼鉛剤使用       |
| 赤色                 | 下部消化管出血、血便                       |
| 灰色                 | 胆道閉塞（閉塞性黄疸）、バリウム服用、薬剤 |

| 異常な尿の色と原因 | 異常な尿の色と原因                                                     | 異常な尿の色と原因 |
| 尿の色             | 疾患による着色の場合                                                   | 尿を着色させる薬剤 |
| ------------------ | ---------------------------------------------------------------------- | --- |
| 無色               | 多尿                                                                   | なし |
| 黄色の蛍光色       | なし                                                                   | ビタミンB2 |
| 黄褐色             | ビリルビン尿、ウロビリン尿、濃縮尿                                     | ニトロフラン類、カスカラ、スルフォンアミド等 |
| 赤色               | 血尿、ヘモグロビン尿、ミオグロビン尿、ポリフィリン尿                   | 酸性で赤：アンチピリン、サルファ剤、アミノピリンなど。アルカリ性で発色：大黄、センナ、ジフェニルヒダントイン、フェノールスルフォンフタレインなど |
| 黄色               | 正常な尿                                                               | ビタミンB12 |
| 黒色               | メトヘモグロビン尿、アルカプトン尿、メラニン尿（メラノーマの全身転移） | L-ドーパ、ナフトール、フェノール、ピロガロールなど                                                                                               |
| 緑色               | ピリペルジン尿、緑膿菌などの細菌感染                                   | インドシアニングリーン、フェノール類、ピロガロール                                                                                               |
| 青色               | （青いおむつ症候群、紫色採尿バッグ症候群）                             | エバンスブルー、メチレンブルーなどの色素、インジゴカルミン、ニトロフラン類                                                                       |
| 乳白色             | 脂肪球、膿尿                                                           | |